# Till det härliga land ovan skyn
Till det härliga land ovan skyn är en svensk psalmtext från 1875 av Erik Nyström till den amerikanska "In the Sweet By-and-By" från 1867 med melodi av Joseph Webster och text av Sanford Fillmore Bennett. Originalet publicerades första gången i Ira David Sankeys Sacred songs första häfte.
Psalmen har tre 4-radiga verser med en lika lång refrängtext. Refrängen, som sjungs i repris, lyder:
Om en kort liten tid,
Vi får mötas på himmelens strand.
Samma melodi har även använts till "Det är saligt på Jesus få tro" (1877), sång nr 354 i Hemlandstoner.
Joe Hill parodierar den engelska texten i en av sina mest berömda sånger, "The Preacher and the Slave" (1909? 1911?), som bland annat innehåller det numera klassiska talesättet "You'll get pie in the sky when you die". Ture Nermans svenska översättning av Joe Hills sång heter Svarta präster (1911?).

## Publicerad i
- Sånger till Lammets lof 1877 nr 7 med titeln "Om en liten tid", och hänvisning till 1 Korinterbrevet 2:9.
- Sionstoner 1889 som nr 723 under rubriken "Pilgrims- och hemlandssånger".
- Herde-Rösten 1892 som nr 137 med titeln "Om en liten tid" under rubriken "Troendes hädanfärd".
- Svensk söndagsskolsångbok 1908 som nr 252 under rubriken "Hemlandssånger".
- Svenska Missionsförbundets sångbok 1920 som nr 434 under rubriken "Hemlandssånger".
- Fridstoner 1926 som nr 146 under rubriken "Hemlandssånger".
- Svensk söndagsskolsångbok 1929 som nr 194 under rubriken " Hemlandssånger".
- Frälsningsarméns sångbok 1929 som nr 494 under rubriken "De yttersta tingen och himmelen".
- Segertoner 1930 som nr 265 under rubriken "Hemlandet".
- Sionstoner 1935 som nr 672 under rubriken "Pilgrims- och hemlandssånger"..
- Guds lov 1935 som nr 443 under rubriken "Hemlandssånger".
- Sions Sånger 1951 nr 191.
- Segertoner 1960 som nr 265.
- Frälsningsarméns sångbok 1968 som nr 569 under rubriken "Evighetshoppet".
- Sions Sånger 1981 som nr 230 under rubriken "Längtan till hemlandet".
- Lova Herren 1988 som nr 676 under rubriken "Det himmelska hemmet".
- Segertoner 1988 som nr 672 under rubriken "Framtiden och hoppet - Himlen".[1]
- Frälsningsarméns sångbok 1990 som nr 708 under rubriken "Framtiden och hoppet".
- Finlandssvenska psalmboken 186 som nr 573 under rubriken "Det kristna hoppet"